# 霍赫馬特峰
46°34′33″N 7°13′12.4″E / 46.57583°N 7.220111°E
霍赫馬特峰（德語：Hochmatt）是瑞士弗里堡州的山峰，位於該國西部，屬於伯尔尼山的一部分，海拔高度2,152米，每年平均降雨量1,471毫米。

## 外部連結
- Hochmatt on Hikr （页面存档备份，存于）